# Cervino
Il Cervino (Cervin in francese, pron. AFI: [sɛʁvɛ̃]; Matterhorn in tedesco; Gran Becca in patois valdostano; Matterhòre in Greschòneytitsch) è una montagna delle Alpi alta 4478 m s.l.m., settima vetta e terza montagna italiana per altitudine, situata nelle Alpi Centrali (Alpi Pennine - Alpi del Weisshorn e del Cervino - catena Catena Bouquetins-Cervino) lungo il confine tra Italia e Svizzera (a ovest del massiccio del Monte Rosa, a est del Grand Combin e a sud-ovest del Massiccio del Mischabel).
Con una prominenza di 1031 m (è necessario scendere fino al Col Durand, posto a 3451 m, per salire su vette più alte) e un isolamento di 13,7 km (la montagna più alta di esso più vicina è il Lyskamm Occidentale, 4481 m, nel massiccio del Monte Rosa), si erge separato dalle altre vette circostanti e sovrasta i paesi di Valtournenche, in particolare la nota località turistica Breuil- Cervinia, in Italia e di Zermatt a nord in Svizzera.
Caratterizzato dalla particolare forma piramidale molto pronunciata, ha segnato in modo significativo la storia dell'alpinismo: la sua parete nord è infatti una delle classiche pareti nord delle Alpi. Attorno a esso si sviluppa il comprensorio sciistico del Matterhorn Ski Paradise, con possibilità di sci estivo sul ghiacciaio del plateau Rosa.

## Origini del nome
Il toponimo italiano deriva dal francese Cervin e questo dal latino Mons silvanus ("monte boscoso"). In effetti, nei secoli passati, in ragione del clima mite che rendeva tra l'altro possibile la traversata dei colli alpini per la maggior parte dell'anno, il monte era ricoperto da foreste. Questo optimum climatico fu la ragione dell'importanza della Valle d'Aosta in epoca romana e della fondazione di Augusta Praetoria Salassorum (l'odierna Aosta). Seguendo il processo di corruzione della voce latina, e in particolare con la mutazione consonantica l > r tipica del francoprovenzale, da Silvanus si è arrivati al francese Servin [sɛʁvɛ̃]. Horace-Bénédict de Saussure, che fu tra i primi cartografi del Regno di Sardegna, ne sbagliò però la trascrizione e registrò Cervin, che in francese si pronuncia allo stesso modo. Il toponimo italiano si formò di conseguenza, ingenerando un'errata associazione con il cervo.
In Valtournenche il Cervino è chiamato in patois valtournain Gran Becca, cioè "grande cima".
Il toponimo tedesco Matterhorn deriva da Matt, che nel tedesco alemanno e in svizzero tedesco indica un prato (cfr. anche il dialetto titsch di Gressoney-Saint-Jean, Wisso Mattò e il ted. Weissmatten, "prati bianchi"), e da Horn, "corno", come viene chiamata la maggior parte delle vette del Vallese e della Valle del Lys (in francese, tête; in italiano, corno). Questo toponimo è attestato anche a Gressoney, nella forma Matterhòre, in Greschòneytitsch. Quindi la Mattertal è la "valle dei prati" e Zermatt è "al prato" (zer è la preposizione con l'articolo determinativo femminile in lingua walser).

## Descrizione

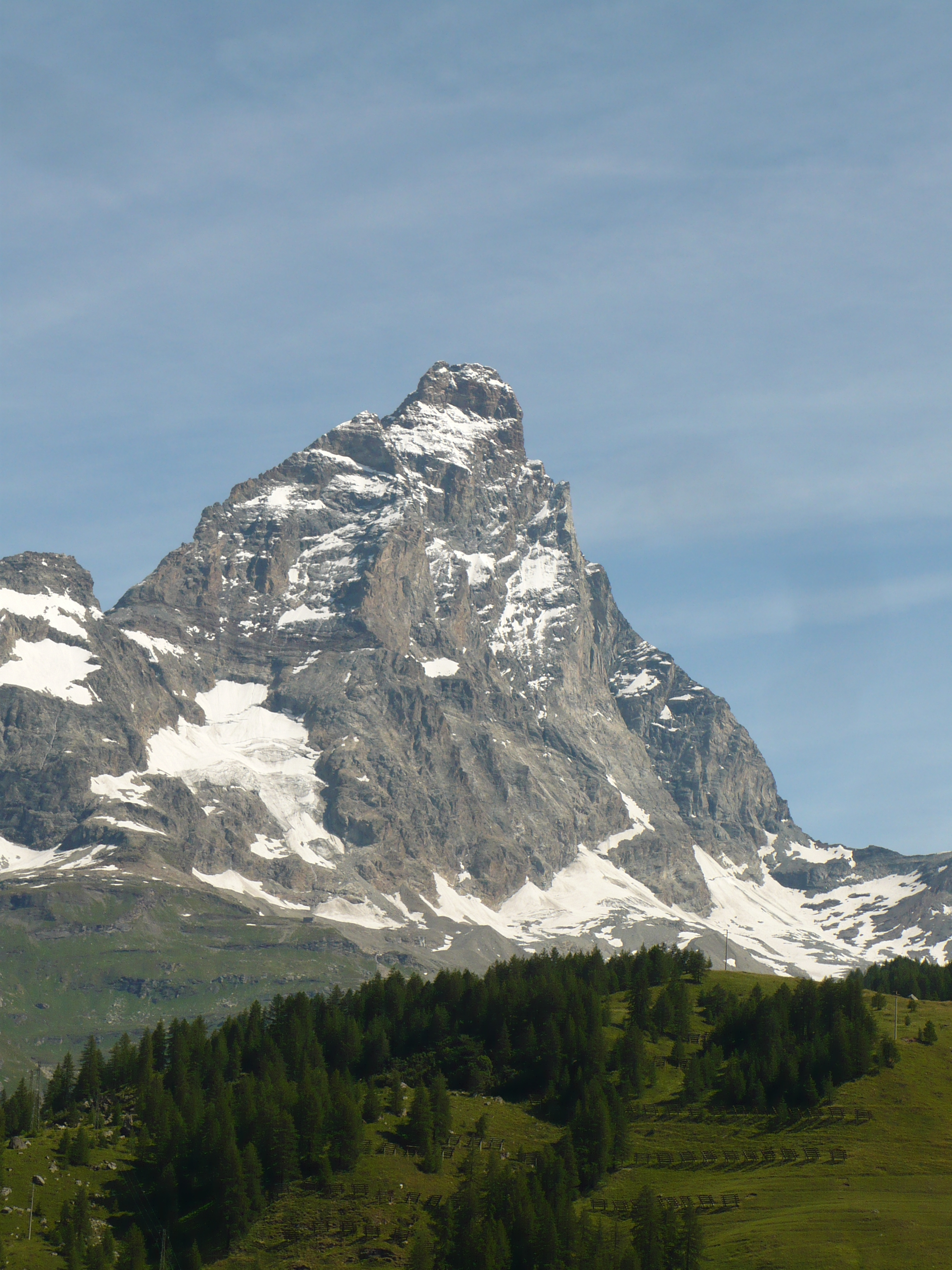
Parete sud e cresta sud-ovest (Cresta del Leone o Arête du lion) vista dall'alta Valtournenche

Presenta quattro pareti principali orientate secondo i punti cardinali: la parete nord guarda Zermatt in Svizzera, la parete est il ghiacciaio del Gorner, la parete sud sovrasta Breuil-Cervinia, frazione nel comune di Valtournenche, in Italia e la parete ovest è rivolta verso la Dent d'Hérens. Queste pareti sono delimitate da altrettante creste: la cresta sud-ovest detta Cresta del Leone o Arête du lion, la cresta nord-ovest detta Cresta di Zmutt, la cresta nord-est detta Cresta dell'Hörnli e la cresta sud-est detta Cresta di Furggen.
La vetta è costituita da due cime distinte collegate da un sottile filo di cresta che segna il confine politico tra l'Italia e la Svizzera. Il confine segue dunque la cresta stessa, coincidente con la linea di displuvio, sicché la frontiera passa su entrambe le cime, come sancito dalla Convenzione del 24 luglio 1941 tra la Confederazione Svizzera e il Regno d'Italia.

### Geologia

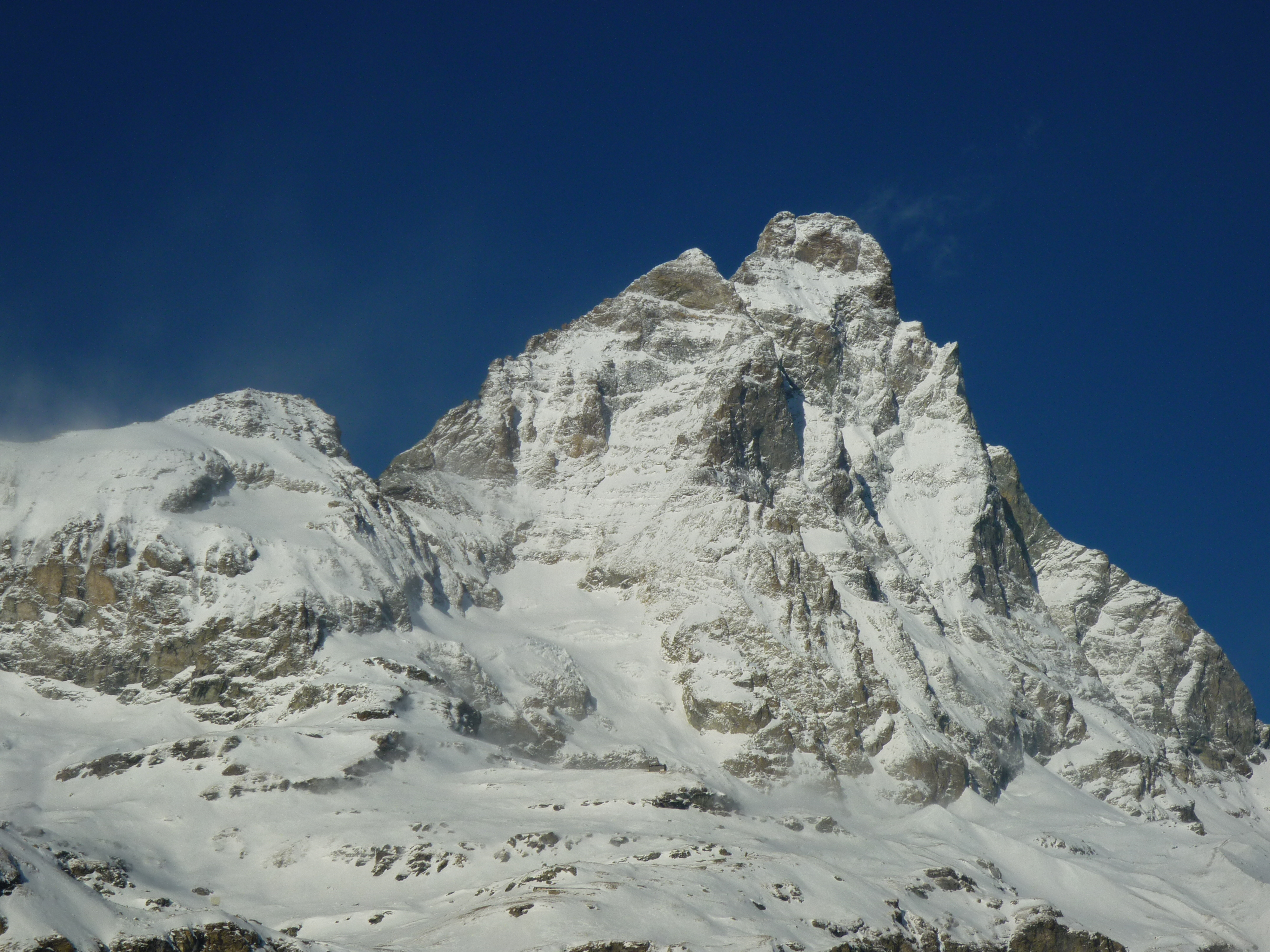
Il Cervino visto dal Breuil in inverno. A sinistra vi è la Testa del Leone

La parte inferiore del Cervino è costituita da gabbro, mentre la parte centrale prevalentemente da ortogneiss, una roccia metamorfica di alto grado formatasi per via della collisione fra placche provenienti dall'Europa e dall'Africa. Questa collisione, avvenuta probabilmente intorno a cento milioni di anni fa, sollevò la catena montuosa delle Alpi, formando numerose vette.
La particolare forma del Cervino fu provocata successivamente dall'erosione: si formarono quattro circhi glaciali lasciando un picco piramidale al centro. Altri esempi di questa evoluzione geologica sono l'Ama Dablam, nell'Himalaya, o il Cimon della Pala, nelle Dolomiti. La cresta è formata da scisti cristallini.

### Meteo

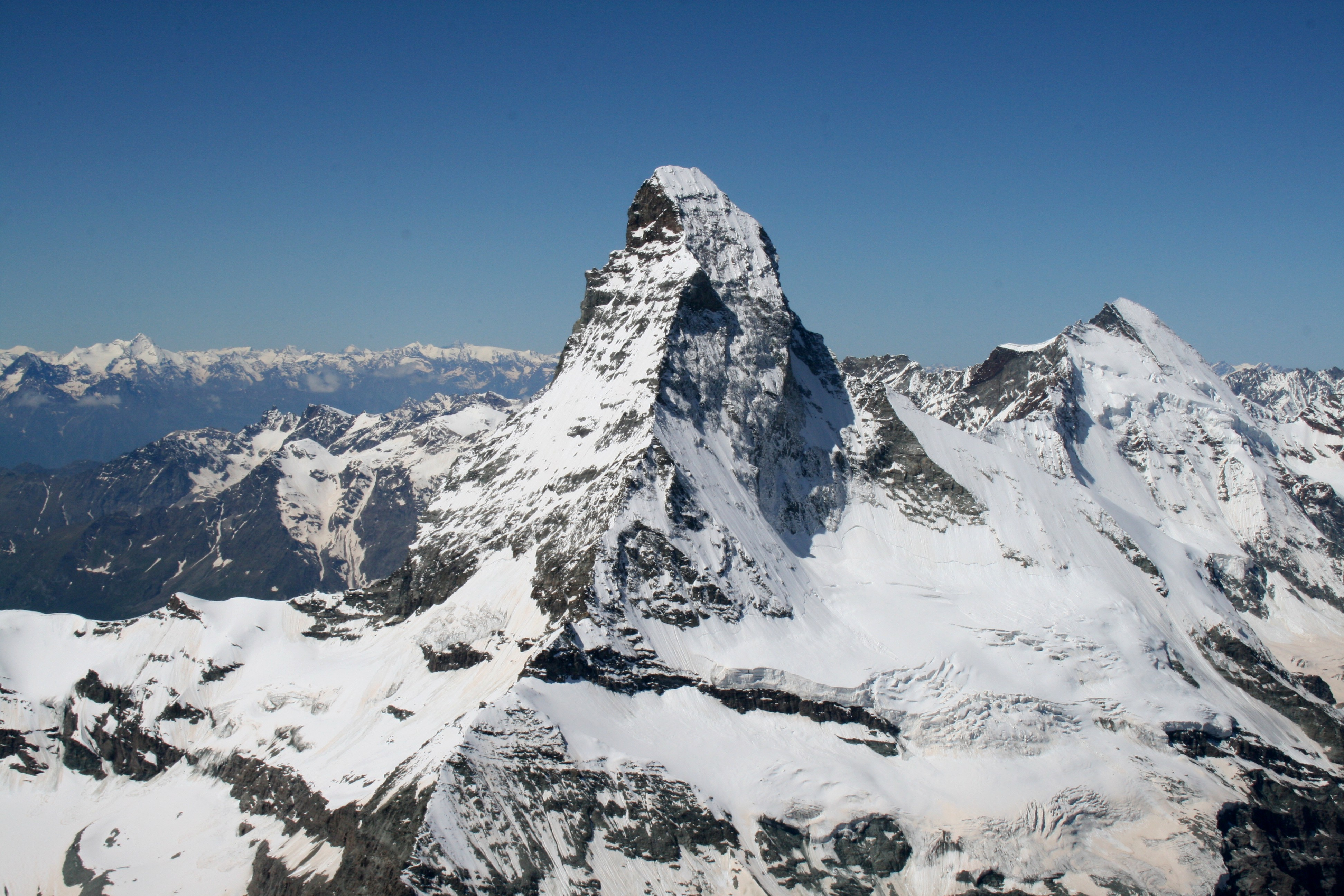
Le pareti est e nord e, a destra, la Dent d'Hérens

A causa della sua collocazione sullo spartiacque principale alpino e alla sua notevole altezza il Cervino è esposto a variazioni meteorologiche repentine. In particolare, nella parte sottovento si forma sovente la caratteristica nube a bandiera.

## Ascensioni

### Primi tentativi
Per lungo tempo il Cervino fu considerato inviolabile per l'arditezza delle sue pareti. Nel secolo XIX molti alpinisti si avvicinarono alla montagna senza riuscire a vincerla.
I primi tentativi registrati risalgono agli anni 1858-1859. Amé Gorret, accompagnato da diverse guide di Valtournenche (Jean-Antoine Carrel, Jean-Jacques Carrel, Victor Carrel, Gabriel Maquignaz) cercò di salire dal versante italiano, arrivando a un'altezza massima di circa 3850 m.
Il 1860 vide due tentativi: a luglio tre alpinisti britannici (Alfred, Charles e Sandbach Parker), senza guide, effettuarono la salita dal versante di Zermatt, fermandosi a una quota di circa 3500 m; ad agosto Hakwins e Tyndall, accompagnati dalle guide J.J. Bennen e Jean-Jacques Carrel, salirono dal versante italiano, fermandosi a circa 3900 m.

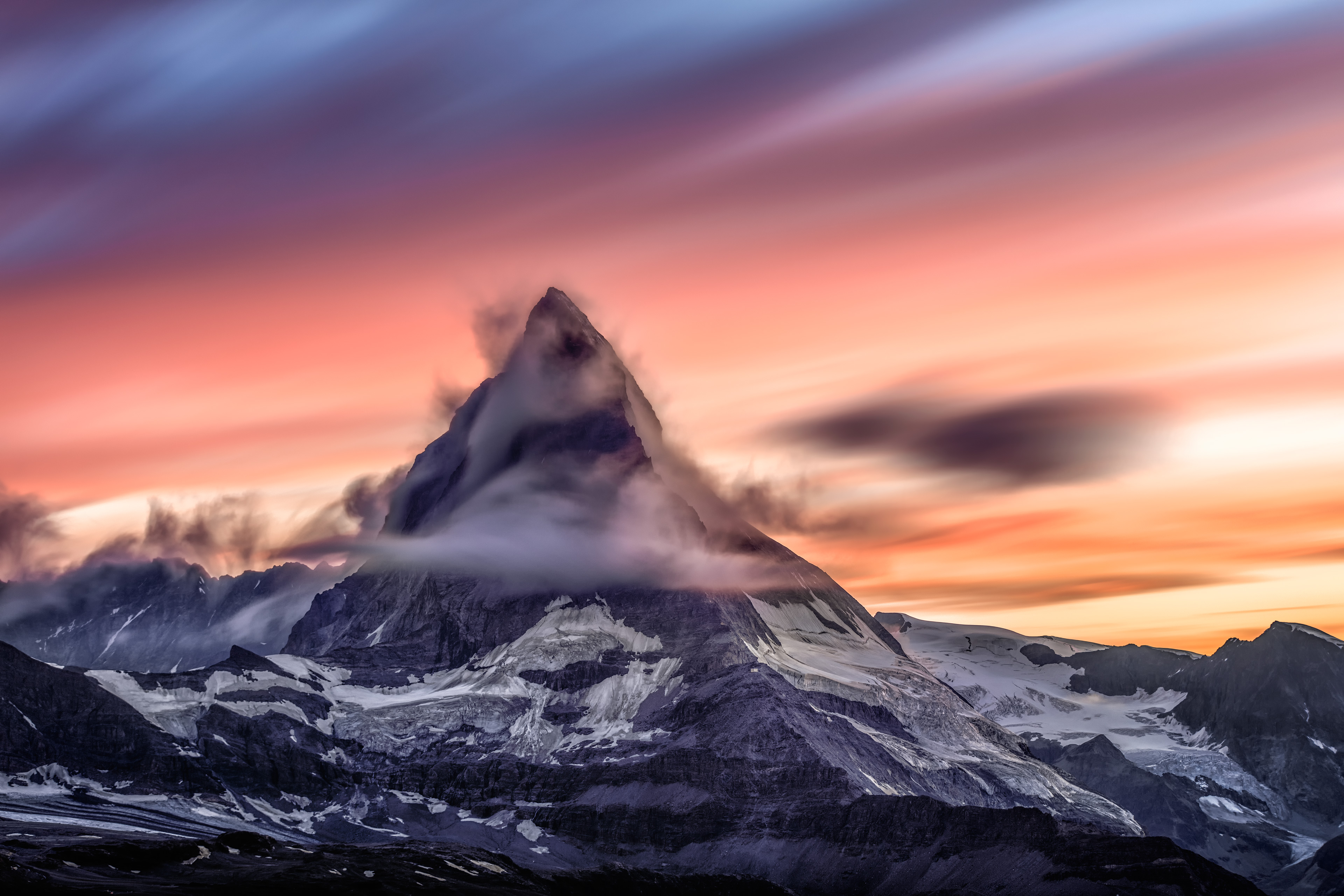
Il Cervino al tramonto nel 2016

Nel 1861 ci furono tre tentativi; a luglio i Parker decisero di riprovare l'ascesa, fermandosi a quota 3570 m circa; il 29 agosto Jean-Jacques e Jean-Antoine Carrel effettuarono un tentativo dalla "cresta del Gallo" (in francese Arête du coq), sul versante italiano, fermandosi poco sopra i 4000 m; il 29 e 30 agosto avvenne il primo tentativo da parte di Edward Whymper, accompagnato da una guida dell'Oberland, che insieme salirono dal versante italiano, per quella che in seguito diventò la via normale italiana, arrivando a un'altezza di circa 3850 m.
Il 1862 si aprì con un tentativo invernale, a gennaio, effettuato da T.S. Kennedy; salito dal versante svizzero, si fermò a circa 3300 m di quota.
Nell'estate del medesimo anno Whymper effettuò cinque tentativi, tutti a luglio. Nei primi due fu accompagnato da R.J.S. Macdonald, mentre negli altri tre fu solo con le guide; il terzo tentativo fu effettuato in solitaria. Le guide che accompagnarono queste imprese furono Johann zum Taugwalder e Johann Kronig, (primo tentativo), Jean-Antoine Carrel (secondo e quarto tentativo), Alexandre Pession (secondo tentativo), Luc Meynet (quarto e quinto tentativo). In tutti e cinque i casi gli alpinisti salirono dal versante italiano; la massima quota raggiunta fu di 4100 m nel quinto tentativo. Pochi giorni dopo ve ne fu un altro da parte di John Tyndall, accompagnato dalle guide J.J. Bennen e Anton Walter, e da César e Jean-Antoine Carrel in funzione di portatori.
Nel 1863 vi fu un solo tentativo, da parte di Whymper, che con César e Jean-Antoine Carrel, Luc Meynet e due portatori salì dal versante italiano fino a una quota di 4050 m circa.
Il 1864 passò senza ulteriori tentativi. Nell'inverno 1864-65 Whymper studiò la geomorfologia del Cervino, concludendone che il versante più facile da salire sarebbe stato quello svizzero. Impostò quindi la sua campagna estiva su questo presupposto. Insieme alle guide Michel Croz, Christian Almer e Franz Biener e al portatore Luc Meynet, Whymper effettuò un primo tentativo il 21 giugno per il versante sud-est, ma dovettero fermarsi a circa 3300 m di quota per il pericolo di caduta pietre.

### La prima ascensione

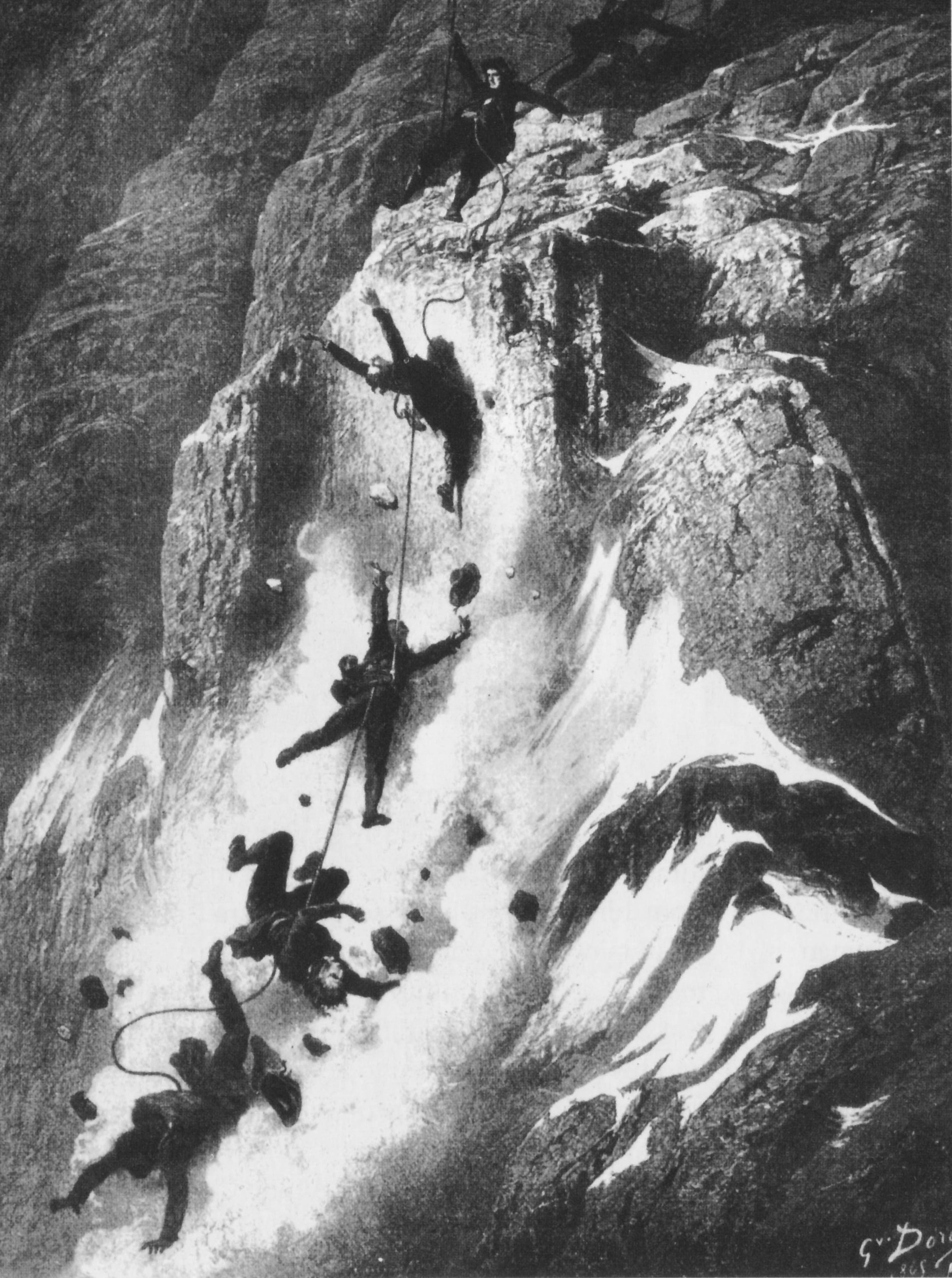
Illustrazione del disastro del Cervino, di Gustave Doré

Dopo avere congedato Michel Croz, impegnato con un altro cliente, Whymper si dispose a effettuare un nuovo tentativo con Jean-Antoine Carrel. Egli però si era impegnato con il Club Alpino Italiano affinché organizzasse l'impresa con una squadra italiana, fortemente voluta da Quintino Sella. Così insieme a César e Jean-Antoine Carrel, Jean-Joseph Maquignaz e una quarta guida, partì per la vetta l'11 luglio seguendo la via italiana. Ritornato a Zermatt, Whymper vi trovò un gruppo di connazionali: Lord Francis Douglas, D. Hadow, e il reverendo Charles Hudson, accompagnati da tre guide, Peter Taugwalder padre e figlio, e Michel Croz che, rilasciato dal suo precedente cliente, si era unito ai tre britannici. I sette formarono una cordata unica, che il 13 luglio 1865 attaccò la salita per quella che è oggi la via normale svizzera. Dopo avere pernottato all'aperto i sette ripartirono il mattino dopo e arrivarono in vetta alle 13.40 del 14 luglio, compiendo così la prima ascesa del Cervino. Dalla vetta videro la squadra italiana guidata da Carrel, che si trovava alcune centinaia di metri più in basso; gli italiani, visti i britannici in vetta, si ritirarono.
La discesa fu funestata da un grave incidente. I sette erano tutti legati insieme, con Michel Croz in testa, seguito da Hadow, Hudson, Douglas, Taugwalder padre, Whymper e Taugwalder figlio. Su un passaggio non particolarmente difficile Hadow scivolò e cadde addosso a Croz, che perse l'equilibrio; i due caddero per il precipizio sul versante svizzero, trascinando prima Hudson, poi Douglas. A questo punto la corda tra Douglas e Taugwalder padre si spezzò, e i tre superstiti videro i quattro compagni precipitare per oltre mille metri verso il sottostante ghiacciaio del Matterhorn. I due Taugwalder e Whymper riuscirono a rientrare in serata a Zermatt, dove diedero la notizia. Il 16 luglio una squadra di ricerca trovò i cadaveri degli alpinisti, tranne quella di Lord Douglas; le salme furono recuperate il 19 luglio.
Fu la prima grande tragedia dell'alpinismo moderno ed ebbe notevole eco nell'opinione pubblica.

### La prima salita italiana

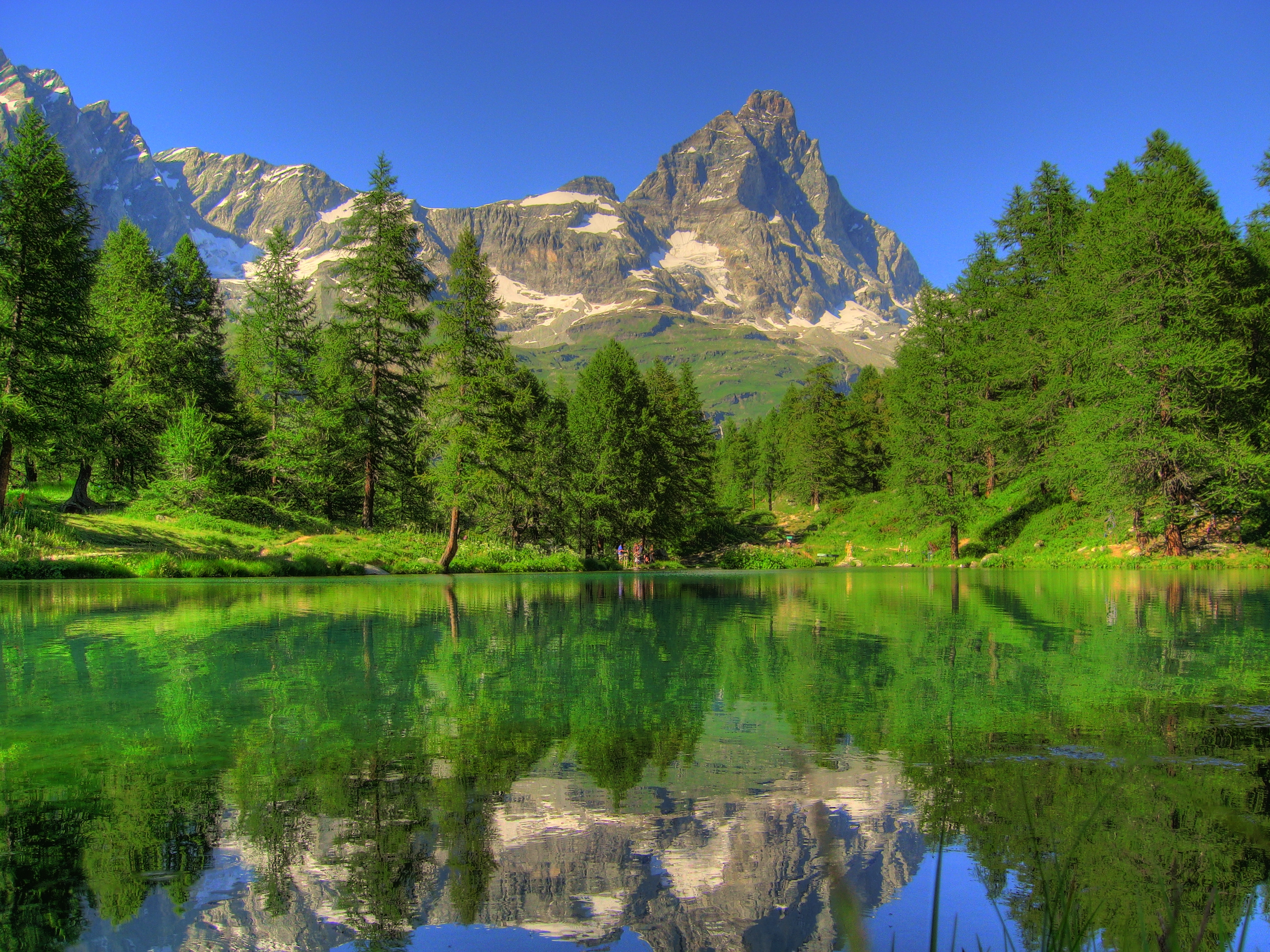
Il Cervino visto dal Lac Bleu.

Jean-Antoine Carrel, disceso dopo avere visto la squadra di Whymper sulla cima e ignaro dell'incidente occorso, ripartì per la vetta dal versante italiano il 16 luglio, insieme a Jean-Baptiste Bich, Jean-Augustin Meynet e all'abbé Gorret. Il 17 luglio Carrel e Bich riuscirono ad arrivare in vetta, seguendo una variante di quella che oggi è la via normale italiana. Dopo avere pernottato ancora in quota i quattro tornarono a Cervinia il 18 luglio, e qui vennero a conoscenza dell'incidente occorso ai rivali britannici.

### Record di velocità

#### Salita e discesa da Breuil-Cervinia
La salita in velocità lungo la via normale italiana al Cervino è stata oggetto di vari tentativi di record. Il punto di partenza è la piazza davanti alla chiesa a Breuil-Cervinia (2025 m); si ritiene punto di arrivo la croce posta vicino alla vetta italiana (4476 m), più bassa di 110 centimetri rispetto a quella svizzera. Il percorso ha uno sviluppo complessivo di circa 13 km e un dislivello di 2451 m. Il tempo necessario per la sola salita, per una cordata media, è di circa 12 ore suddivise in due giorni.
Negli anni sono stati stabiliti i seguenti record:
- Jean Pellissier e Camillo Hérin il 17 ottobre 1946 stabilirono il primo record impiegando 8h 40'.[18]
- Valerio Bertoglio il 10 agosto 1990 impiegò 4h 16' 26" (2h 49' 00" in salita e 1h 27' 26" in discesa) con assistenza lungo la via (ristoro, cambio scarpe) ma usando solamente l'attrezzatura standard della via normale già in loco.[18][19]
- Bruno Brunod il 17 agosto 1995 impiegò 3h 14' 44" (2h 12' 29" in salita e 1h 02' 15" in discesa). Erano cambiati però i criteri della performance: oltre ad avere l'assistenza lungo la via il percorso era stato agevolato con alcune corde fisse in più rispetto allo stato normale di attrezzatura della via.[20]
- Kilian Jornet Burgada il 21 agosto 2013 batté il tempo di Brunod impiegando 2h 52' 02" (1h 56' 15" in salita e 55'47" in discesa). La corsa fu effettuata con gli stessi criteri del tentativo di Brunod.[21]
- Nell'agosto 2013 Emelie Forsberg stabilì il record femminile impiegando 5h 51' 34" (3h 59' 48" in salita e 1h 51' 46" in discesa).[22][23]

#### Cresta Hörnli
- Il tempo minimo per salire e scendere lungo la via normale svizzera al Cervino prima del record di Schaller e Goodrich nel 1930 era di 5h. Per la sola salita erano 2h 45' e per la sola discesa 1h 55'.[24]
- Herman Schaller e Leon Goodrich il 2 settembre 1930 partendo da Hörnlihütte impiegarono 3h 15' (1h 50' in salita e 1h 25' in discesa di cui 8-9' passati in cima).[24][25][26][27]
- Alfons Lerjen e il quindicenne Hermann Biner nell'agosto 1953 impiegarono circa 3 ore (poco meno di 2 ore in salita e circa 1 ora in discesa).[28][29]
- Simon Anthamatten e Michael Lerjen, 54 anni dopo, il 6 settembre 2007, impiegarono 2h 33' (1h 40' in salita e 53' in discesa).[28][29]
- Marcel Marti, Florent Troillet e Ernest Farquet, da Hörnlihütte accompagnati da Simon Anthamatten, nel settembre 2007, partendo da Zermatt impiegarono per la sola salita 3h 45' (2 ore da Hörnlihütte).[30]
- Andreas Steindl il 23 agosto 2011 da Zermatt fino in cima impiegò 2h 57' battendo il tempo del team precedente.[31][32]
- Andreas Steindl il 27 agosto 2018 ha salito e disceso a velocità incredibile il Cervino lungo la cresta dell'Hörnli, impiegando 3 ore, 59 minuti e 52 secondi con partenza e ritorno a Zermatt, arrivando in cima dopo soli 2:38:37. Ben venti minuti più veloce rispetto al suo tempo del 2011.[33]

#### Parete nord
Nel seguente elenco i record riguardanti la sola salita della parete nord:
- Christophe Profit il 25 luglio 1985 durante il concatenamento delle tre pareti nord (G. Jorasses, Eiger e Cervino) stabilì il primo record della parete nord del Cervino seguendo la via Schmid impiegando, dalla base della parete sino in vetta, 4 ore.[34]
- Ueli Steck il 13 gennaio 2009 scalò la parete nord seguendo la via Schmid sino alla spalla della cresta dell'Hornli (4200 m) (variante Pitelka) per poi completare la salita lungo la via normale svizzera in 1 ora e 56 minuti.[35]
- Dani Arnold il 22 aprile 2015 scalò la parete nord del Cervino in 1 ora e 46 minuti, battendo il record di Ueli Steck.[36]

### Concatenamenti
- René Arnold e Sepp Graven il 27 settembre 1966 - Primo concatenamento delle quattro creste del Cervino. In 18 ore: salita della cresta di Furggen, discesa dalla cresta dell'Hörnli, ascensione cresta di Zmutt, discesa cresta del Leone.[37]
- Marco Barmasse, il 11 settembre 1985 - Primo concatenamento delle quattro creste del Cervino in solitaria, con prima solitaria degli strapiombi di Furggen. In 15 ore: partenza dal Bivacco Bossi, salita della cresta di Furggen per la Via degli Strapiombi, discesa dalla cresta dell'Hörnli, attraversamento sotto la parete Nord e salita della cresta di Zmutt, discesa per la cresta del Leone sino al rifugio Oriondé o Duca degli Abruzzi.
- Christophe Profit, 25 luglio 1985 - Primo concatenamento delle pareti nord del Cervino, dell'Eiger e delle Grandes Jorasses in 24 ore con trasferimenti in elicottero: il Cervino in 4 ore, l'Eiger in 6 ore 45 minuti e il Linceul alle Grandes Jorasses in 4 ore.
- Christophe Profit, 12 e 13 marzo 1987 - Primo concatenamento invernale delle pareti nord del Cervino, dell'Eiger e delle Grandes Jorasses con trasferimenti in elicottero in 42 ore: Sperone Croz sulle Grandes Jorasses, Via Heckmair sull'Eiger e Via Schmid sul Cervino.[38]
- Hans Kammerlander e Diego Wellig il 19 luglio 1992 - In 24 ore salgono le quattro creste sia in salita che in discesa.[39] La via italiana, la cresta del Leone, non viene percorsa dal rifugio Duca degli Abruzzi quota 2802 m ma, sia in salita che in discesa, dalla Capanna Carrel quota 3830 m.[40]
- Hervé Barmasse, 13 marzo 2014 - Primo concatenamento invernale delle quattro creste del Cervino (per di più in solitaria), salendo prima per la Cresta di Furggen (realizzando così anche la prima solitaria invernale della Via degli Strapiombi) e scendendo per la Cresta Hornli, per poi risalire dalla Cresta di Zmutt e ridiscendere dalla Cresta del Leone, il tutto in 17 ore.[41]

## Vie alpinistiche

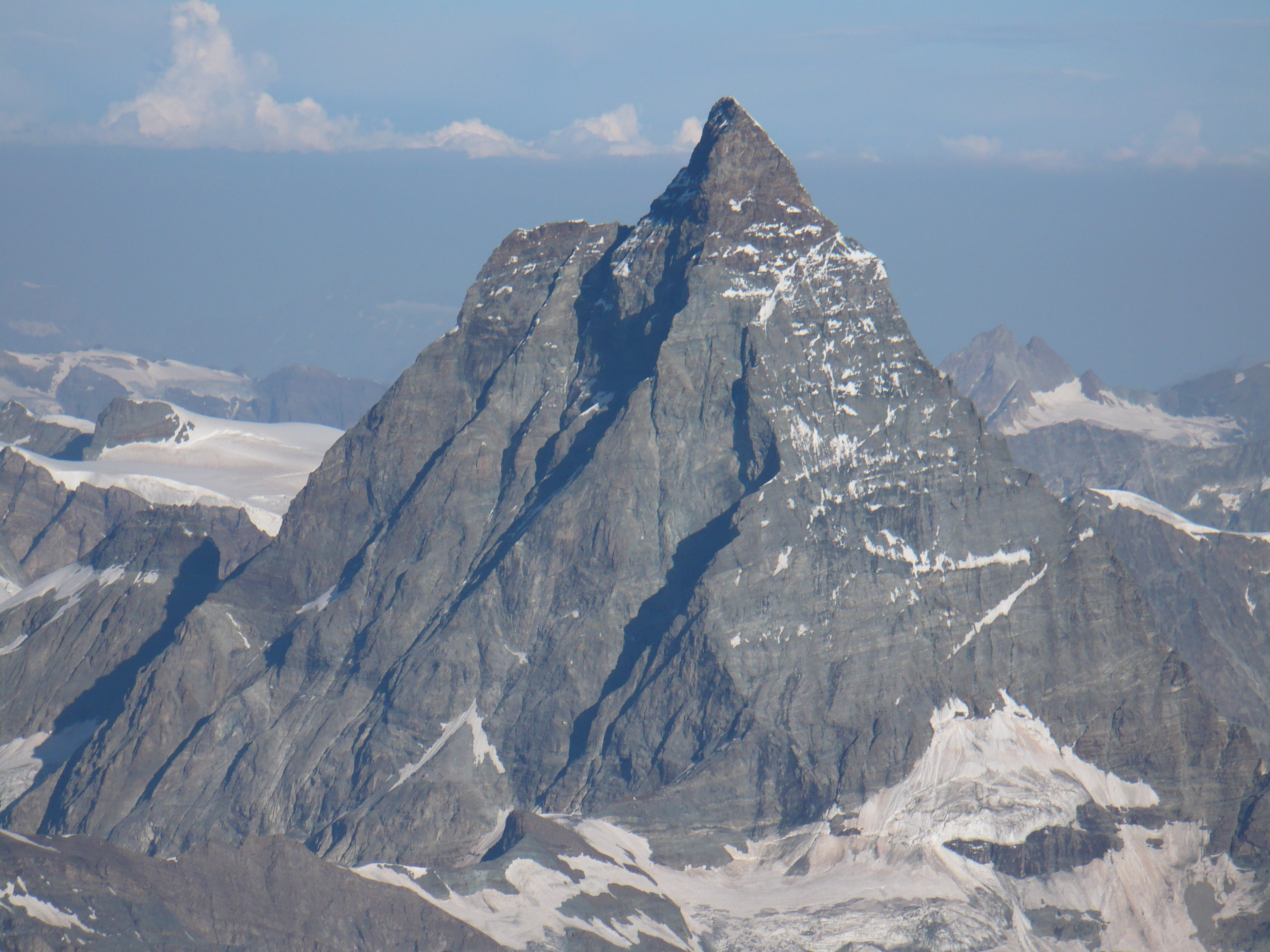
Pareti sud ed est viste dal Lyskamm

La scalata del Cervino esercita ancora oggi un grande fascino, ma è riservata unicamente agli alpinisti esperti. Le due vie normali, anche se facilitate dalla posa di diverse corde fisse, ricalcano quelle delle prime ascensioni; quella che parte da Zermatt si sviluppa lungo la cresta nord-est "dell'Hörnli"; quella che parte da Cervinia si sviluppa lungo la cresta sud-ovest "del Leone" (Arête du lion). Un altro itinerario abbastanza frequentato, ma più impegnativo, è quello lungo la cresta "di Zmutt".

### Cresta dell'Hörnli
È la cresta nord-est e rappresenta la via normale svizzera e l'itinerario seguito dai primi salitori. Questa ascensione fu compiuta il 13 e 14 luglio 1865 da Edward Whymper, Lord Francis Douglas, Charles Hudson, Douglas Robert Hadow con le guide Michel Croz e Peter Taugwalder padre e figlio. La via ha un grado di difficoltà valutato in AD.

### Cresta del Leone (Arête du lion)
La prima salita della cresta sud-ovest fu compiuta il 16 e 17 luglio 1865 da Jean-Antoine Carrel, Jean-Baptiste Bich, Amé Gorret e Jean-Augustin Meynet. La via rappresenta la via normale italiana e la difficoltà è valutata in D. La via parte dal Rifugio Duca degli Abruzzi (2802 m), passa nei pressi della Croix Carrel, sale lungo la Cresta del Leone (Arête du lion) e, superata la famosa Cheminée, arriva al Rifugio Jean-Antoine Carrel (3830 m). Dal rifugio si supera la corda della sveglia, si arriva alla Grande corde, si sale sul Pic Tyndall (4241 m), si scende brevemente verso Enjambée, si supera la Scala Jordan e infine si arriva prima sulla vetta italiana e poi su quella svizzera del Cervino.

### Cresta di Zmutt

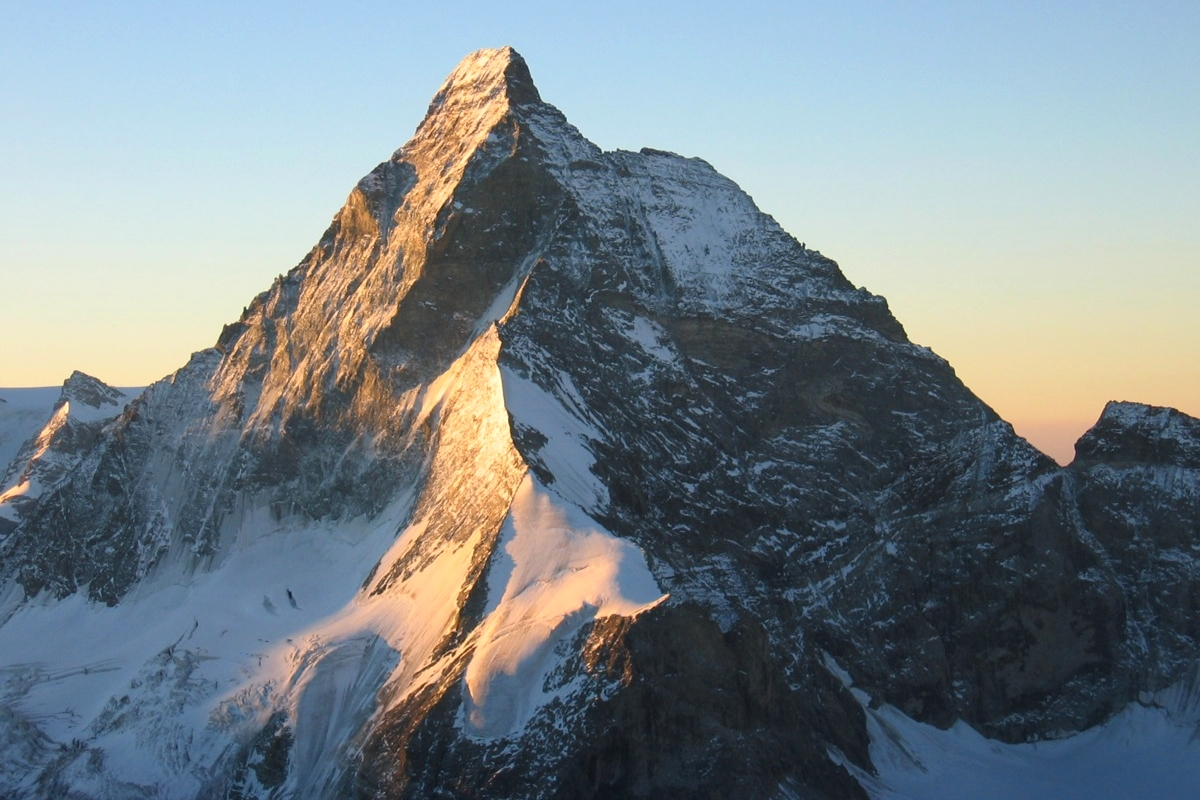
La cresta nord-ovest, detta Cresta di Zmutt

La prima salita della cresta nord-ovest fu compiuta il 3 settembre 1879 da una spedizione inglese guidata da Albert Mummery, con le guide Alexander Burgener, Augustin Gentinetta e Johann Petrus. La difficoltà complessiva è valutata in D. Si tratta di una via impegnativa, che a causa dell'esposizione è difficile trovare in buone condizioni; per questo viene ripetuta solo poche volte ogni anno. La via parte normalmente dalla Schönbielhütte (2694 m).

### Cresta del Furggen
La prima salita della cresta sud-est fu compiuta il 4 settembre 1911 da Mario Piacenza, Jean-Joseph Carrel e Joseph Gaspard. Questa cresta è una delle più impegnative vie di salita al Cervino, con tratti di misto ghiaccio e roccia e passaggi di VI o di V+ a seconda dell'uscita designata. Viene complessivamente valutata TD. La via parte dal Bivacco Oreste Bossi (3345 m).
Nell'estate 2002 Patrick Gabarrou e Cesare Ravaschietto aprono la nuova via Padre Pio Prega per tutti sulla parete sud del Picco Muzio, una cima di 4187 m che si trova lungo la cresta del Furggen.
Sempre sulla parete sud del Picco Muzio, tra il 6 e il 9 aprile 2011, Hervé Barmasse ha aperto in solitaria una nuova via.

### Parete nord

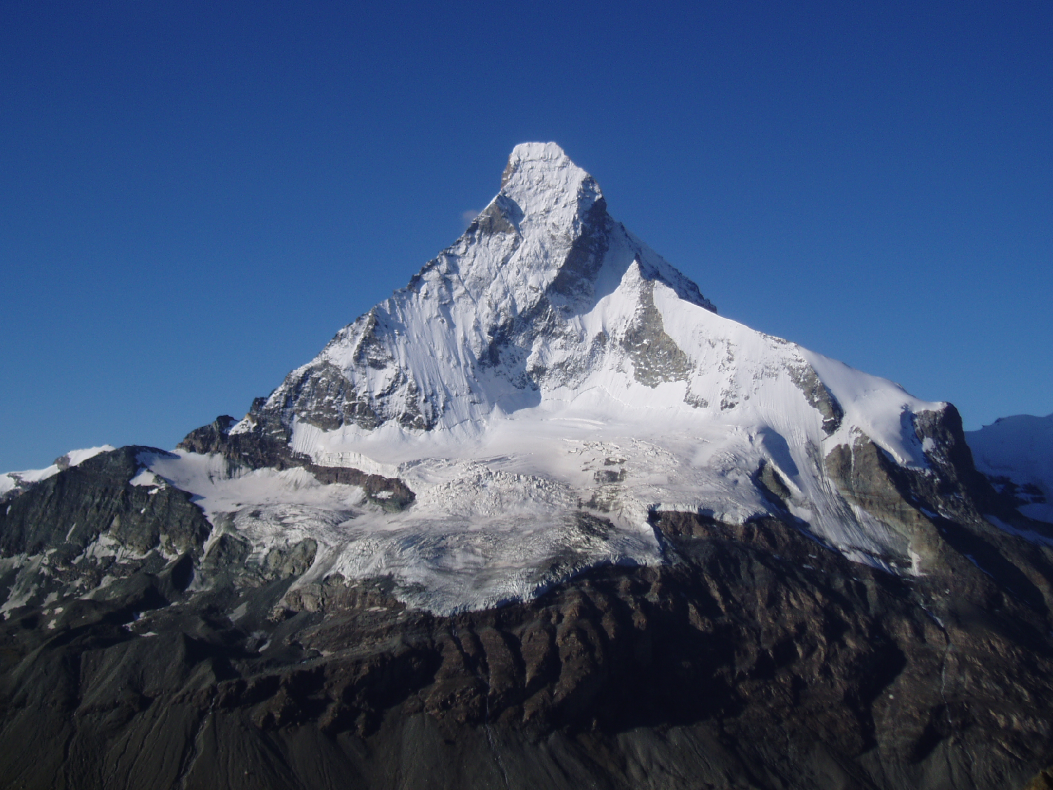
La parete nord

- Via Schmid: la prima salita fu realizzata il 31 luglio e 1º agosto 1931 dai fratelli Franz e Toni Schmid, fino ad allora ritenuta impossibile. È la via dei primi conquistatori di una delle tre grandi pareti nord delle Alpi. Sale la grande ed evidente rampa che taglia la parete da sinistra a destra portando all'intaglio tra le due cime. La via ha uno sviluppo di 1 250 metri e difficoltà TD+, con passaggi in roccia di IV e V e pendii di ghiaccio fino a 70°. È una classica via di misto delle Alpi ma con roccia friabile ed esposta alle valanghe all'uscita della rampa.[50]
- Via Bonatti: la prima salita fu compiuta dal 18 al 22 febbraio 1965 in solitaria invernale da Walter Bonatti, 1200 m/ED+,[51][52] a tre giorni di distanza da un primo tentativo di attacco in cordata con Gigi Panei e Alberto Tassotti[53] fallito a causa di una tempesta che tra il 14 e il 15 febbraio 1965 costrinse i tre alpinisti a una rocambolesca ritirata (quattrocento metri di calate a corda doppia nella bufera) dopo un drammatico bivacco in parete di 24 ore con raffiche di polvere gelata che li investirono, avvolti nei loro sacchi imbottiti, a 100 km/h.
- I tre moschettieri: prima salita compiuta nel 1983 da Franc Knez.[54]
- Sébastien Gay: prima salita realizzata nel luglio 2009 da Jean Troillet,  Martial Dumas e Jean-Yves Fredrikse. La via sale tra la Schmid e la Bonatti, ha uno sviluppo di 600 metri e difficoltà ABO. La via è dedicata allo scomparso alpinista Sébastien Gay.[55]

### Parete sud

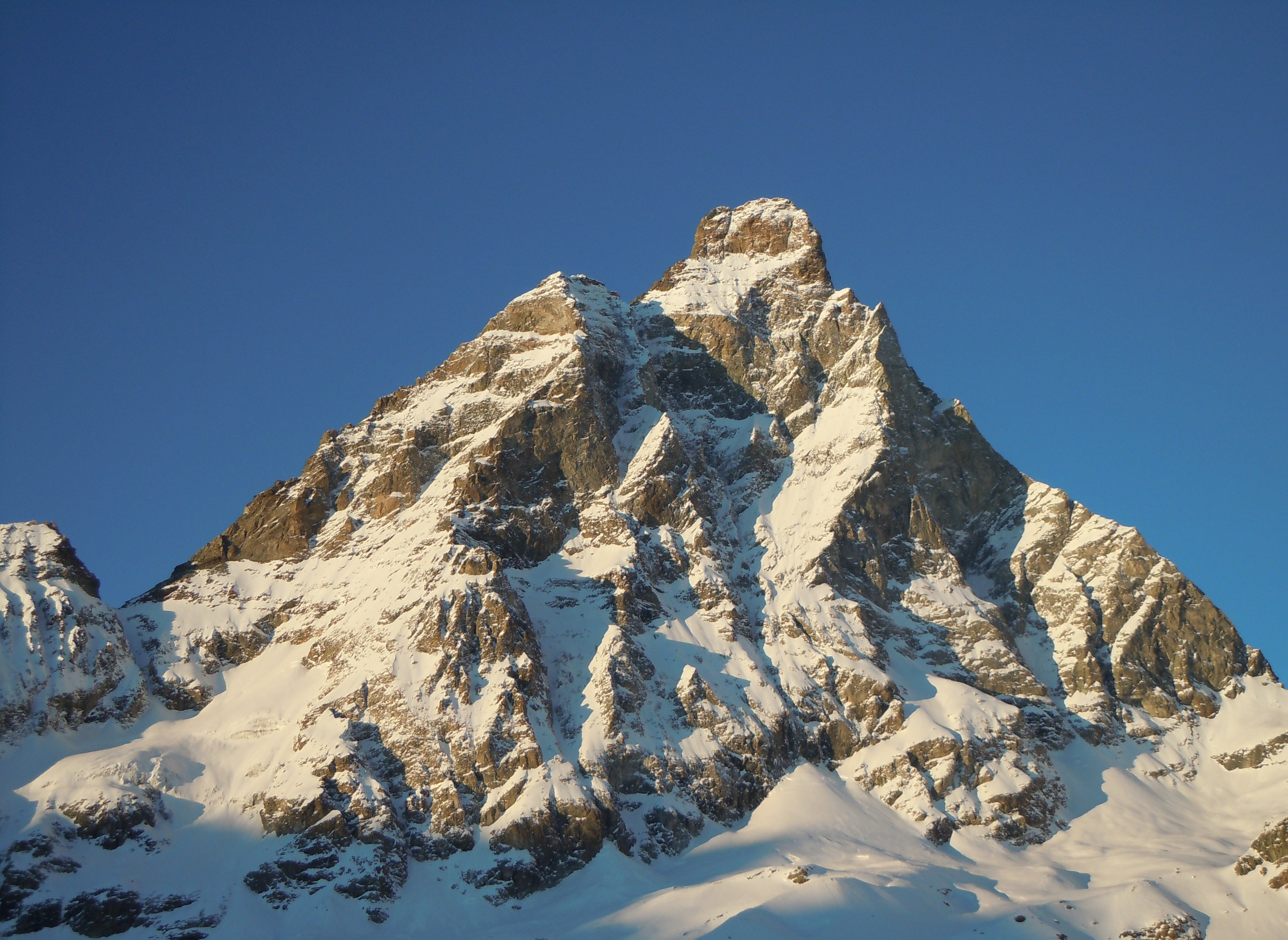
La parete sud

- Cresta De Amicis: prima salita il 10-11 agosto 1906 di Ugo De Amicis e Arrigo Frusta, al Pic Tyndall. I due si fermarono però alla cravatta, una cengia posta sotto la parte terminale del picco. La prima salita integrale della cresta fu compiuta il 7-8 luglio 1933 da Amilcar Crétier, Antoine Gaspard e Basilio Ollietti.[56]
- Via Benedetti-Carrel: prima salita il 15 ottobre 1931 di Louis Carrel, Enzo Benedetti e Maurice Bich. Si tratta della prima via sulla parete sud.[57]
- Crestone Deffeyes-Carrel: prima salita l'11 settembre 1942 di Albert Deffeyes e Louis Carrel. Questa cresta divide la parete sud vera e propria dal Pic Tyndall.[58]
- Via Casarotto-Grassi: prima salita il 29 settembre 1983 di Renato Casarotto e Gian Carlo Grassi, 1300 m/ED, la via sale al Pic Tyndall.[59]
- Via Direttissima: prima salita il 13 dicembre 1983 di Marco Barmasse, Walter Cazzanelli e Vittorio De Tuoni. La via sale alla sinistra della via Benedetti-Carrel.[60][61]
- Couloir Barmasse: prima salita il 13 marzo 2010 di Hervé Barmasse con il padre Marco, 1200 m/ABO.[62]
- Via Barmasse al Picco Muzio - Via nuova aperta in solitaria da Hervé Barmasse dal 6 all 8 aprile 2011[63] (1200 m, difficoltà ABO).

### Parete est

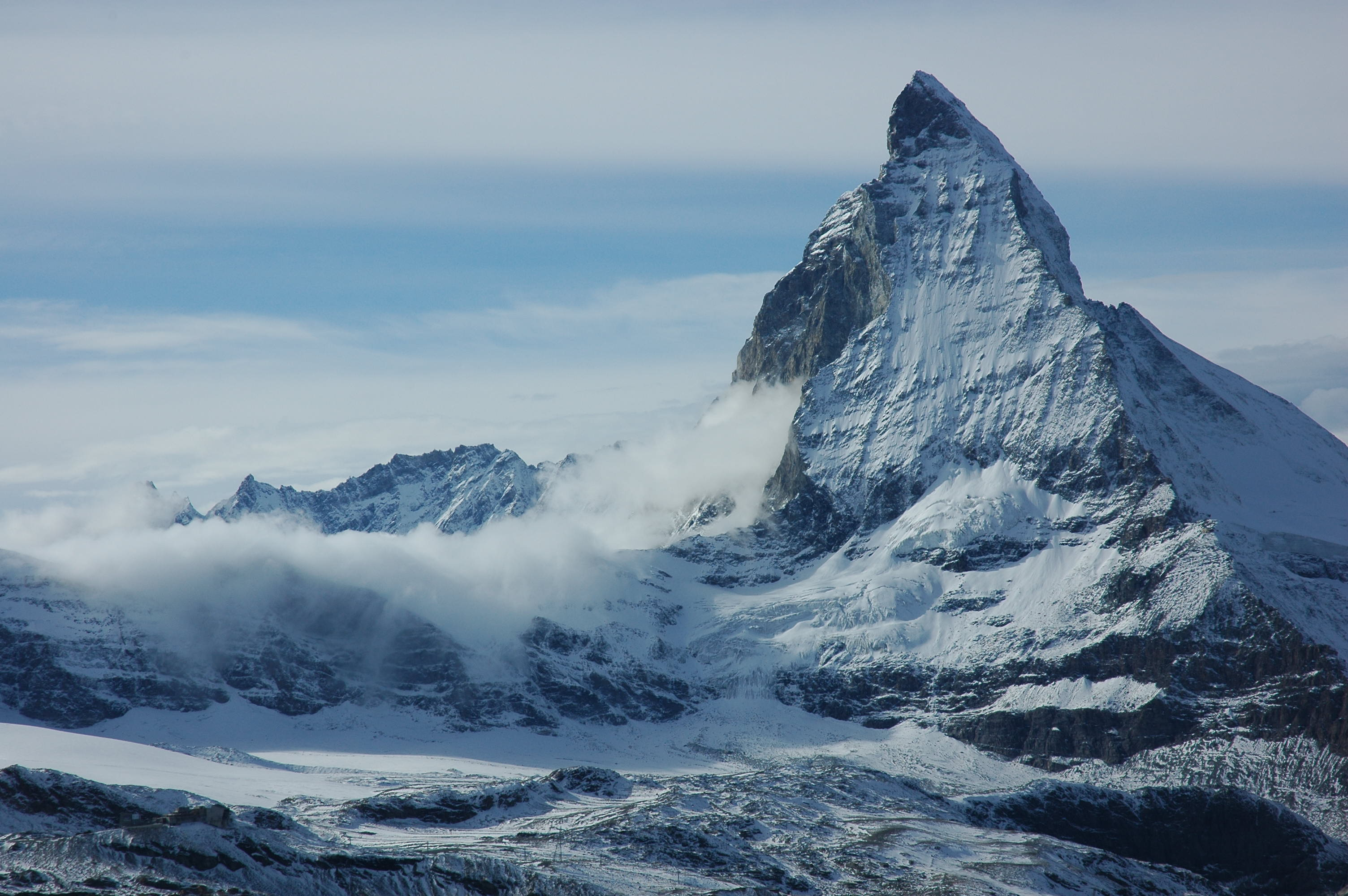
La parete est

La prima salita fu compiuta il 18 e 19 settembre 1932 da Enzo Benedetti e Giuseppe Mazzotti, con le guide Louis e Lucien Carrel, Maurice Bich e Antoine Gaspard.

### Parete ovest

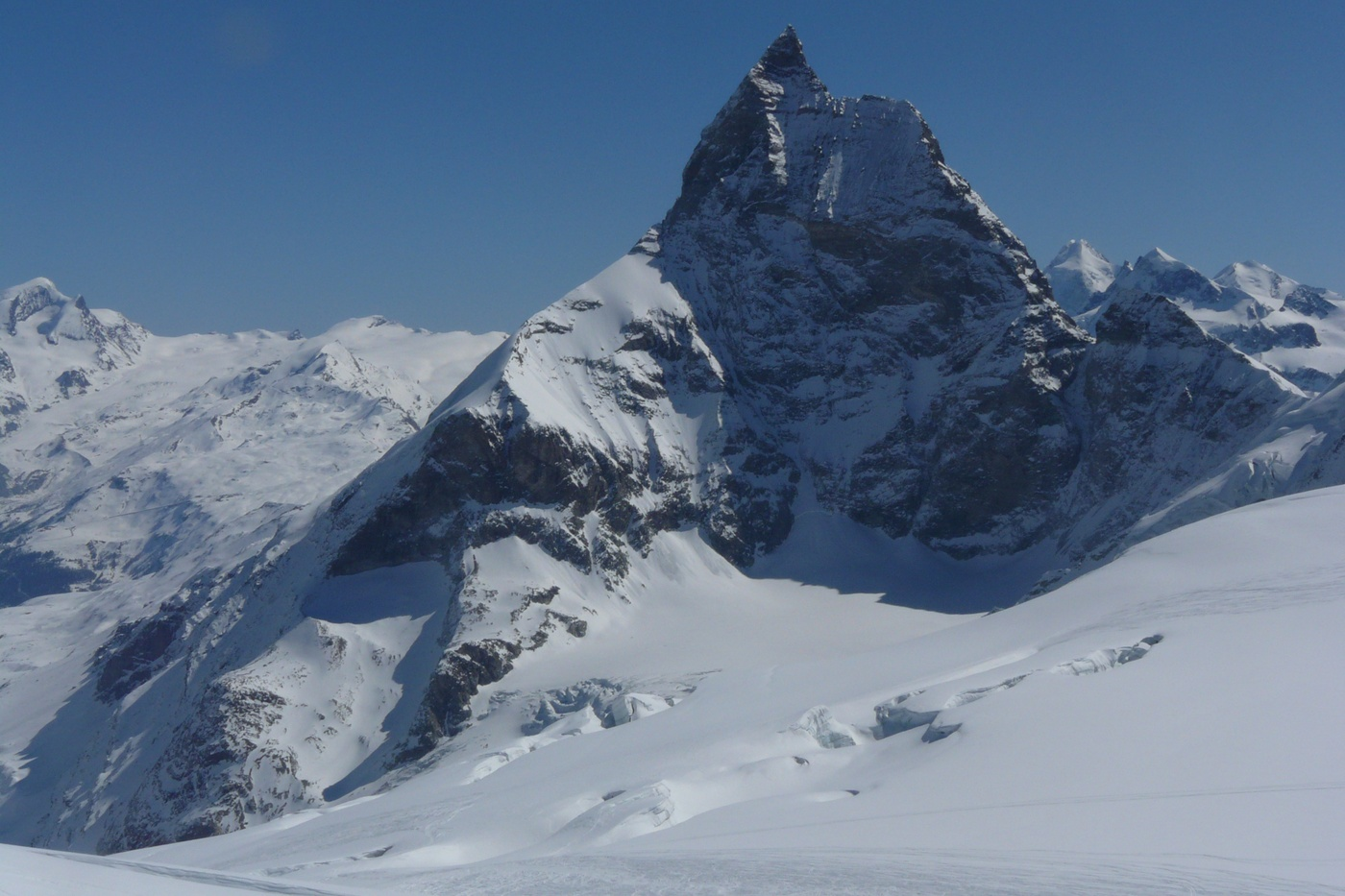
La parete ovest

- Via Penhall: prima salita il 3 settembre 1879 di William Penhall, Ferdinand Imseng e Louis Zurbriggen. Nella parte terminale la via si ricongiunge con la cresta di Zmutt.[65]
- Via Carrel: prima salita il 20-22 agosto 1947 di Carlo Taddei e Louis Carrel. La via termina all'Enjambée, l'intaglio fra la Testa del Cervino e il Pic Tyndall.[66]
- Diretta Ottin-Daguin: prima salita il 13 agosto 1962 di Renato Daguin e Giovanni Ottin. La via sale tra la via Carrel e la via Penhall e affronta la Testa del Cervino direttamente.[67]
- Variante Ottin-Daguin: aperta durante la prima salita invernale della parete ovest nel gennaio 1978 da Albertini Rolando, Barmasse Marco, Menabreaz Innocenzo "Nio", Pession Leo, Squinobal Arturo, Squinobal Oreste, Tamone Augusto.

### Naso di Zmutt
- Via Gogna-Cerruti: prima salita il 14-17 luglio 1969 di Alessandro Gogna e Leo Cerruti.[68]
- Piola-Steiner: via aperta il 29 luglio-1º agosto 1981 da Michel Piola e Pierre-Alain Steiner.[68]
- Aux amis disparus: via aperta il 5-6 luglio 1992 da Patrick Gabarrou e Lionel Daudet.[69]
- Free Tibet: via aperta il 31 luglio-2 agosto 2001 da Patrick Gabarrou e Cesare Ravaschietto.[68]
- Freedom: via aperta il 22-26 agosto 2001 da Robert Jasper e Rainer Treppte.[68]

## Discese in sci

### Parete est
- 14 maggio 1975. Prima discesa con gli sci di Toni Valeruz. Valeruz ripeté la discesa il 26 maggio 1975 e il 30 maggio 1996.[70]
- 6 giugno 1980. Jean-Marc Boivin realizzò una trilogia particolare: scese con gli sci la parete est per poi risalire in solitaria la parete nord per la via Schmid in 4h 10' nello stesso giorno. Si lanciò quindi dalla cima in deltaplano. Su questa trilogia fu girato il film Aventure au Cervin che vinse il Trento Filmfestival nel 1981.[71][72]

## Percorsi escursionistici
Per favorire la conoscenza della montagna è stato creato il percorso escursionistico del Tour del Cervino e della Grande Balconata del Cervino.

## Rifugi

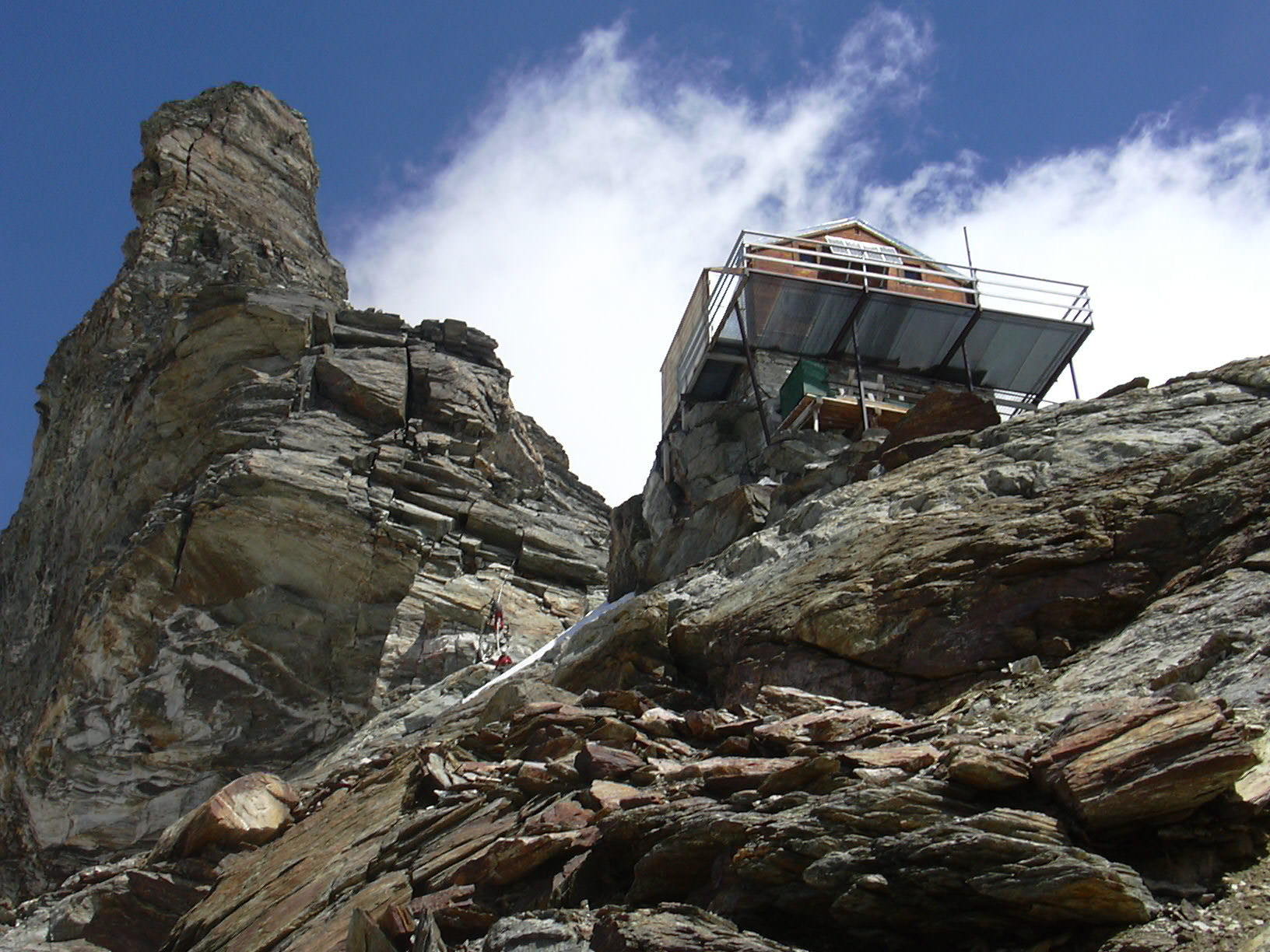
Il rifugio Jean-Antoine Carrel

Per favorire l'ascesa alla vetta e l'escursionismo di alta quota intorno al monte sorgono alcuni rifugi alpini:
- Rifugio Duca degli Abruzzi all'Oriondé (2802 m) - lungo la via normale italiana (Cresta del Leone o Arête du lion)
- Rifugio Jean-Antoine Carrel (3830 m) - lungo la via normale italiana, di solito preferito al Rifugio l'Oriondé per il pernottamento
- Hörnlihütte (3260 m) - rifugio principale lungo la via normale svizzera (cresta dell'Hörnli)
- Solvayhütte (4003 m) - bivacco di emergenza lungo la via normale svizzera
- Schönbielhütte (2694 m) - nei pressi del Ghiacciaio di Zmutt, serve per le ascensioni lungo la cresta di Zmutt e la parete ovest
- Bivacco Oreste Bossi (3345 m) - a monte del Colle del Breuil, ai piedi della cresta di Furggen

In passato era presente anche il Bivacco Lonza (Lonza-Biwak), situato a 2970 m di altitudine sulla cresta di Zmutt. Di proprietà del Club Guide Alpine di Zermatt, la struttura venne distrutta da una valanga nel 2001 e per molti anni non fu ricostruita. Nel 2022 sono iniziati i lavori per la realizzazione di un nuovo bivacco, completati con successo e culminati nell'inaugurazione ufficiale il 1º ottobre dello stesso anno. Oggi il bivacco è operativo ed è gestito da ZERMATTERS, offrendo un prezioso punto di appoggio per le ascensioni sulla cresta di Zmutt.

## Il Cervino nella cultura di massa

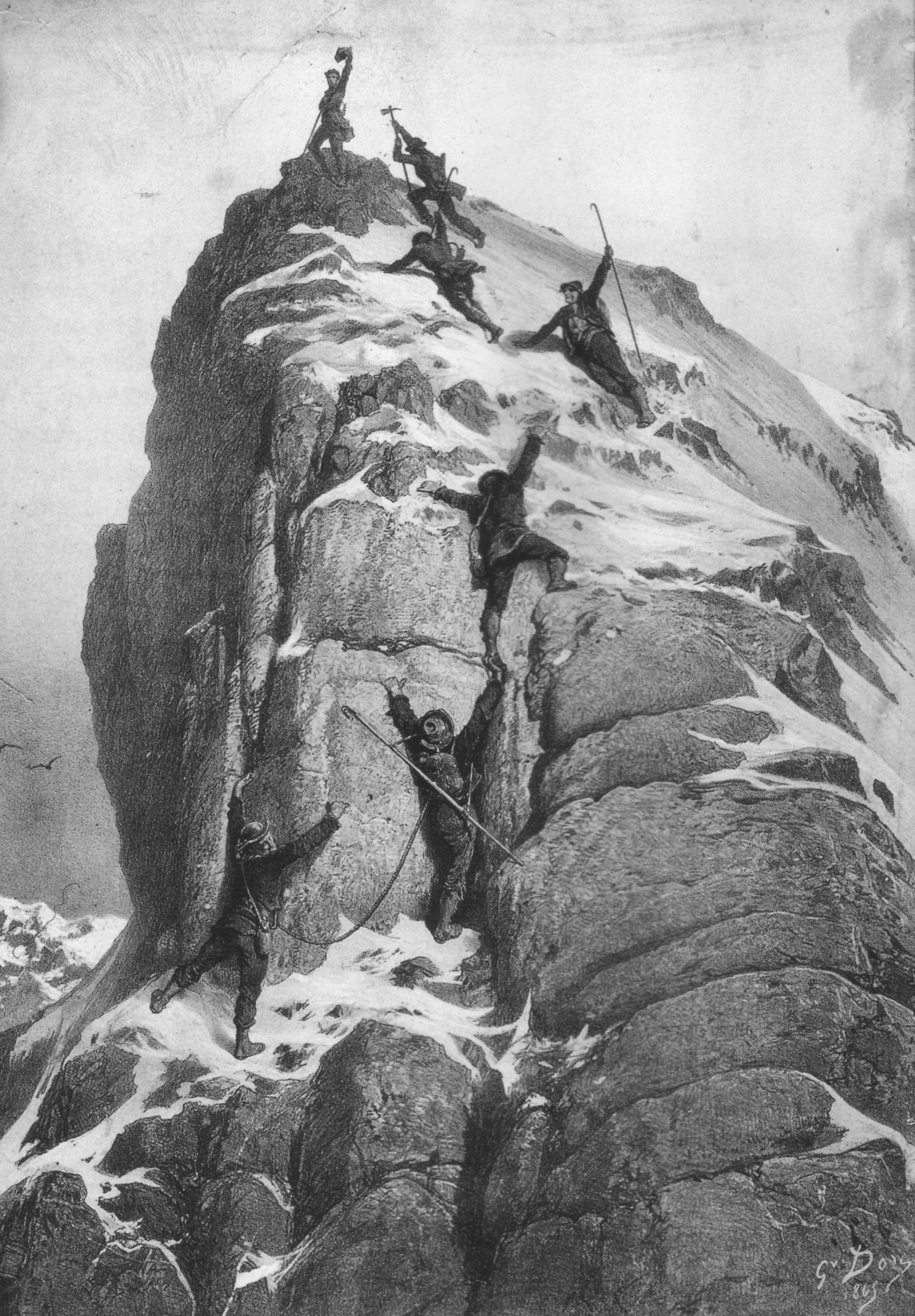
Un'opera di Gustave Doré che rappresenta la prima ascensione del Cervino

### Cinema
- La grande conquista (Der Berg ruft!), (1938), film tedesco di Luis Trenker sulla storia della prima ascensione al Cervino del 1865.
- La sfida (The Challenge), (1938), film britannico diretto da Milton Rosmer e Luis Trenker.
- La sfida del terzo uomo (Third Man on the Mountain), (1959), film statunitense di avventura.
- Cervino - La montagna del mondo (2015), documentario italiano diretto da Nicolò Bongiorno.

### Musica
- Sulla copertina dell'album Construction Time Again del 1983 della band inglese Depeche Mode spicca una fotografia del Cervino, ritratto nelle sue pareti nord ed est.

### Libri
- Reinhold Messner, Cervino. Il più nobile scoglio, Corbaccio, 2015, ISBN 978-88-6700-041-8
- Hervé Barmasse, Cervino - La montagna leggendaria, Rizzoli, 2021, ISBN 978-88-918-3194-1

### Curiosità
Il Cervino è la montagna rappresentata sulla confezione del Toblerone.